# GM Family II
GM Family II — серия рядных четырёхцилиндровых двигателей внутреннего сгорания объёмом 1598—2405 см3, разработанных компанией Opel в 1970-е годы и выпускавшихся с 1981 года.

## SOHC
Первым двигателем с клапанным механизмом SOHC стал 16SH (1600S), представленный в 1981 году на Opel Kadett D/Ascona C (Vauxhall Astra Mk1/Cavalier Mk2). Двигатель имел 8 клапанов. Внешне двигатели имеют сходство с GM Family 1. Ключевое отличие — расположение масляного фильтра. Если у Family 1 фильтр расположен на передней поверхности блока цилиндров, направленного вперёд, то у Family II масляный фильтр примыкает к шкиву коленвала. Family II также имеет более сложный контур вентиляции картера, с дополнительной трубой, идущей от картера к распредвалу, и ещё одной трубой, идущей от небольшой камеры сгорания на крышке коромысла.
1,8-литровые двигатели были представлены в 1982 году в карбюраторном исполнении (18N), а позже — в инжекторном исполнении (18LE). В 1986 году на Opel Omega A (Vauxhall Carlton Mk2) и Opel Ascona C3 (Vauxhall Cavalier Mk2) был представлен 2,0-литровый двигатель 20NE (позже — 20XE/C20XE «Red Top»). Двигатели, получившие название Ecotec, также являлись производными от Family II.

### 1.6
1,6-литровый (1598 см3) двигатель имеет диаметр цилиндра 80 мм и ход поршня 79,5 мм. Производство началось в 1980 году. Также был разработан дизельный двигатель мощностью 40 кВт (54 л. с.) при 4600 об/мин и крутящим моментом 96 Н⋅м при 2400 об/мин. Двигатель имел топливный насос высокого давления, а степень сжатия составляла 23:1. В дизельном двигателе имеются вращающиеся клапаны, повышающие долговечность.
| Двигатель | Мощность                                                                                  | Крутящий момент                                                       | Степень сжатия             | Топливная система                                          | Применения |
| --------- | ----------------------------------------------------------------------------------------- | --------------------------------------------------------------------- | -------------------------- | ---------------------------------------------------------- | --- |
| 16LF      | 53 кВт (72 л. с.) при 5200 об/мин с этанолом 54 кВт (73 л. с.) при 5400 об/мин с бензином | 124 Н⋅м при 2600 об/мин с этанолом 121 Н⋅м при 3000 об/мин с бензином | 12:1 (этанол) 8:1 (бензин) | Карбюратор (Weber 190 или Brosol H35 Alfa 1) Этанол/Бензин | - 1982—1984 Holden Camira (JB) 1984—1985 Holden Camira (JD) - 1987—1991 Nissan Pulsar (N13) (Австралия) - 1987—1989 Holden Astra (LD) - 1982—1986 Chevrolet Monza (Бразилия) |
| 16SH      | 66 кВт (89 л. с.) при 5800 об/мин                                                         | 126 Н⋅м при 3800—4200 об/мин                                          |                            | GM Varajett II                                             | Opel Kadett D Opel Ascona C Opel Kadett E |
| 16D/16DA  | 40 кВт (54 л. с.) при 4600 об/мин                                                         | 96 Н⋅м при 2400 об/мин                                                |                            | Bosch VE                                                   | - 1982—1988 Opel Ascona - 1982—1989 Opel Kadett |

### 1.7

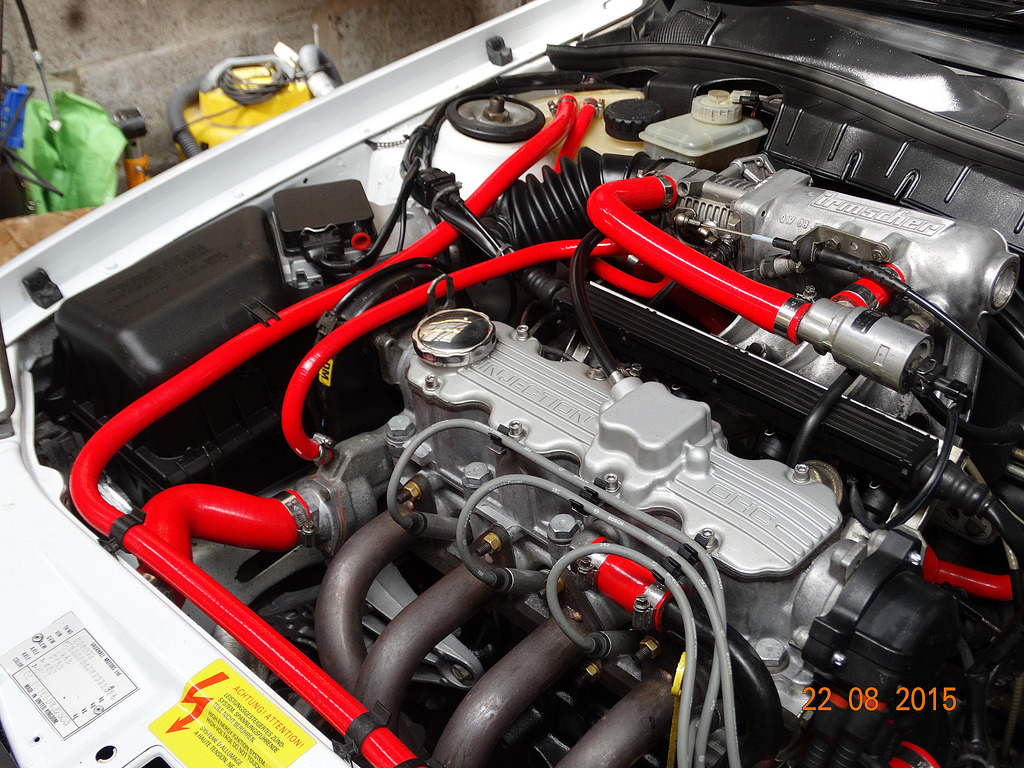
20SEH на Vauxhall Cavalier Mk3 (Opel Vectra A)

1,7-литровый (1700 см3) дизельный двигатель, разработанный японской компанией Isuzu, имеет диаметр цилиндра 82,5 мм и ход поршня 79,5 мм.
| Двигатель | Мощность          | Крутящий момент         | Степень сжатия | Топливная система | Применения                                                             |
| --------- | ----------------- | ----------------------- | -------------- | ----------------- | ---------------------------------------------------------------------- |
| 17D       | 42 кВт (56 л. с.) | 105 Н⋅м при 2400 об/мин | 23:1           | Bosch             | - 1988—1991 Opel Kadett - 1991 Opel Astra - 1988—1991 Opel Vectra      |
| 17DR      | 44 кВт (59 л. с.) | 105 Н⋅м при 2650 об/мин | 23:1           | Lucas             | - 1988—1991 Opel Kadett - 1992—1998 Opel Astra - 1992—1995 Opel Vectra |
| X17DTL    | 61 кВт (82 л. с.) | 132 Н⋅м при 2400 об/мин | 22:1           |                   | 1994—2000 Opel Astra                                                   |

### 1.8
1,8-литровый (1796 см3) двигатель имеет диаметр цилиндра 84,8 мм и ход поршня 79,5 мм. Впервые он был представлен в мае 1982 года на Opel Manta B, а позже двигатель стал применяться в других автомобилях Opel и General Motors. Первоначально двигатель назывался 18N или 18S, в зависимости от октанового числа (низкое или высокое). C18NV впервые был представлен в мае 1985 года на Opel Rekord E2, который являлся одним из первых автомобилей массового выпуска, продававшихся в Германии и в Европе. Конструктивное отличие — распределитель приводится в движение небольшим ремнём газораспределительного механизма.
В 1983 году 1,8-литровый двигатель стал применяться в некоторых автомобилях на платформе J-Body для североамериканского рынка. Двигатели импортировались из Бразилии. LA5 — версия с турбонаддувом, которая с 1984 года применялась в автомобилях на североамериканском рынке.
| Двигатель | Мощность                           | Крутящий момент         | Степень сжатия | Топливная система                  | Система управления двигателем | Применения |
| --------- | ---------------------------------- | ----------------------- | -------------- | ---------------------------------- | ----------------------------- | --- |
| 18E S18E  | 85 кВт (115 л. с.) при 5800 об/мин | 151 Н⋅м при 4800 об/мин | 9.5:1          | Инжекторная система подачи топлива | Bosch LE-Jetronic             | - 1982—1986 Opel Ascona - Opel Kadett D - Opel Kadett E                                                                                     |
| 18LE      | 70 кВт (95 л. с.)                  |                         |                | Инжекторная система подачи топлива |                               | - 1984—1987 Holden Camira (JD) - 07.1987—1991 Nissan Pulsar (N13) (Австралия) - 1987.07—1989.07 Holden Astra (LD) - 1990—1998 Daewoo Espero |
| 18N       | 62 кВт (84 л. с.) при 5400 об/мин  | 135 Н⋅м при 3000 об/мин | 8.2:1          | Pierburg 2E3                       |                               | - 1989—1988 Opel Ascona - Opel Rekord E2 |
| E18NV     | 62 кВт (84 л. с.) при 5400 об/мин  | 143 Н⋅м при 2600 об/мин | 9.2:1          | Pierburg 2EE                       |                               | - Opel Manta B - Opel Rekord E - Opel Ascona C3 - Opel Vectra A (1988—1989)                                                                 |
| C18NE     | 74 кВт (100 л. с.) при 5800 об/мин | 140 Н⋅м при 3000 об/мин | 8.9:1          | Инжекторная система подачи топлива | Bosch LU-Jetronic             | 05.1985—08.1986 Opel Ascona C Opel Kadett E                                                                                                 |
| C18NZ     | 66 кВт (89 л. с.) при 5400 об/мин  | 145 Н⋅м при 3000 об/мин | 9.2:1          | Инжекторная система подачи топлива | Multec                        | - 1990—1991 Opel Kadett 1992—1994 Opel Astra - 1992—1994 Vauxhall Astra 1992—1995 Vauxhall Cavalier - 1992—1995 Opel Vectra                 |
| LH8       | 63 кВт (84 л. с.)                  |                         |                | Инжекторная система подачи топлива |                               | - 1982—1986 Pontiac Sunbird - 1982—1986 Buick Skyhawk - 1982—1986 Oldsmobile Firenza                                                        |
| LA5       | 112 кВт (150 л. с.)                |                         |                | Инжекторная система подачи топлива |                               | - 1984—1986 Pontiac Sunbird - 1984—1986 Buick Skyhawk                                                                                       |

### 2.0

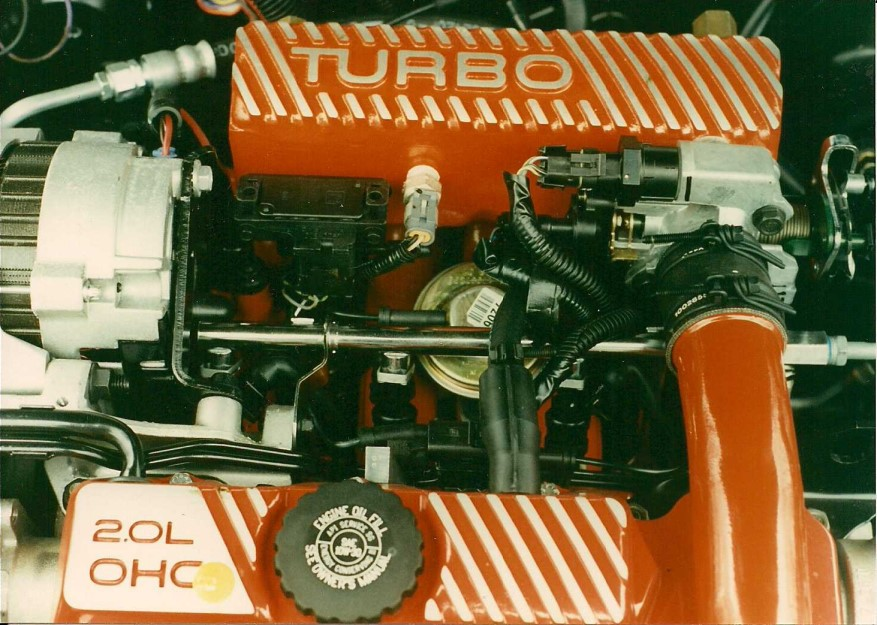
LT3 на Sunbird GT (1990)

2,0-литровый (1998 см3) двигатель имеет диаметр цилиндра и ход поршня 86 мм. Также двигатели оснащены системой впрыска топлива, алюминиевой головкой блока цилиндров с поперечным потоком, верхним распредвалом с ременным приводом, электронным зажиганием и шестиболтовым маховиком. Красная зона составляет 6400 об/мин. Первоначально двигатели применялись в автомобилях на бразильском, корейском и североамериканском рынках. В Европе с 1986 года двигатель применялся в Opel Omega A, а с 1987 года — в Opel Ascona C3.
С 1983 по 1994 год двигатели применялись в компактных автомобилях на платформе J-Body на североамериканском рынке. Версия с турбонаддувом применялась в Pontiac Grand Am на платформе N-Body. SOHC-версия применялась в Pontiac LeMans производства Daewoo на базе Opel Kadett E для рынка США. В Бразилии двигатели выпускались под названием FlexPower. Различия между двигателями обычно связаны с экологическими нормами. Однако версия 20SEH была более мощной и применялась в спортивных автомобилях Opel Ascona GT и Opel Kadett GSi.
LT3 или C20GET — версия с турбонаддувом, произведённая в Бразилии для североамериканского рынка. Двигатель имел ярко-красное порошковое покрытие крышки распределительного вала, впускного коллектора и патрубка наддува. Он оснащён турбонаддувом Garrett T-25 с водяным охлаждением, однако в двигателе не применялся интеркулер. Давление впрыска составляло 62 кПа.
| Двигатель | Мощность                                  | Крутящий момент         | Степень сжатия | Топливная система                  | Система управления двигателем      | Применения |
| --------- | ----------------------------------------- | ----------------------- | -------------- | ---------------------------------- | ---------------------------------- | --- |
| 20LE      |                                           |                         |                |                                    |                                    | - 1987—1989 Holden Camira (JE) |
| 20NE      | 85 кВт (115 л. с.) при 5200 об/мин        | 175 Н⋅м при 2600 об/мин | 9.2:1          | Инжекторная система подачи топлива | Motronic ML 4.1                    | - 1987 Opel Kadett - 1987 Opel Omega - 1987—1991 Vauxhall Cavalier - Opel Calibra - Opel Ascona C                                                              |
| 20SE      | 90 кВт (122 л. с.) при 5400 об/мин        | 175 Н⋅м при 2600 об/мин | 10.0:1         | Инжекторная система подачи топлива | Motronic ML 4.1                    | - 1987 Opel Omega - Holden Commodore (VN) |
| 20SEH     | 93—96 кВт (127—130 л. с.) при 5600 об/мин | 180 Н⋅м при 4600 об/мин | 10.0:1         | Инжекторная система подачи топлива | - Motronic ML 4.1 - Motronic 1.5.4 | - Opel Astra - Opel Ascona C GT - Opel Kadett E GSi - Opel Vectra A GT - 1988—1992 Vauxhall Cavalier SRi                                                       |
| C20NE     | 85 кВт (115 л. с.) при 5200 об/мин        | 170 Н⋅м при 2600 об/мин | 9.2:1          | Инжекторная система подачи топлива | - Motronic M1.5 - Motronic M1.5.2  | - Opel Astra - Opel Vectra - 1991—1994 Vauxhall Cavalier - Opel Calibra - Opel Frontera A                                                                      |
| X20SE     | 85 кВт (115 л. с.) при 5200 об/мин        | 178 Н⋅м при 2800 об/мин | 10.0:1         | Инжекторная система подачи топлива | Motronic M1.5.4                    | Opel Omega |
| LT2       | 72 кВт (96 л. с.)                         | 160 Н⋅м                 |                | Инжекторная система подачи топлива |                                    | - 1987—1988 Buick Skyhawk - 1987—1988 Oldsmobile Firenza - 1988—1990 Passport Optima - 1989—1990 Pontiac LeMans GSE Hatchback - 1987—1991 Pontiac 2000/Sunbird |
| LE4       | 81 кВт (110 л. с.) при 5200 об/мин        | 167 Н⋅м при 3600 об/мин |                | Инжекторная система подачи топлива |                                    | 1992—1994 Pontiac Sunbird |
| LT3       | 121 кВт (165 л. с.) при 5600 об/мин       | 237 Н⋅м при 4000 об/мин | 8.0:1          | Инжекторная система подачи топлива |                                    | - 1987—1990 Pontiac Sunbird - 1987—1989 Pontiac Grand Am SE - 1987 Buick Skyhawk T-Type                                                                        |

### 2.2
2,2-литровый (2198 см3) двигатель имеет диаметр цилиндра 86 мм и ход поршня 94,6 мм. Кодовые обозначения — C22NE и 22LE.
В основном, двигатель применялся в Opel Omega A (в Бразилии — Chevrolet Omega), где развивал мощность 116 л. с., и Opel Vectra B (в Бразилии — Chevrolet Vectra), где развивал мощность 123 л. с. На бразильском рынке двигатель заменил 2.0 8v C20NE (116 л. с.), который считался слабым при установке на Omega и Vectra, однако в Европе Omega A продолжал оснащаться двигателем CIH.
Применения:
- Isuzu Faster
- FS Lublin (C22NED)

### 2.4
2,4-литровый (2405 см3) двигатель имеет диаметр цилиндра 87,5 мм и ход поршня 100 мм.
- C24SE — 2.4 L SOHC — Isuzu Rodeo (C24SE производства Holden)
- X24XF — 2.4 L MPFI SOHC 8V FlexPower

## DOHC
Первый атмосферный 16-клапанный двигатель объёмом 1998 см3 с чугунным блоком цилиндров был представлен в 1988 году на базе 20SEH. Впервые двигатель был представлен на Opel Kadett E GSi/Vauxhall Astra Mk2 GTE, а позже — на Opel Vectra A/Vauxhall Cavalier Mk3 GSi 2000. Двигатели выпускались либо без катализатора (20XE), либо с катализатором (C20XE). Обычно двигатель называется Red Top или «XE» (из-за внешнего вида красной или чёрной L-образной крышки свечей зажигания). Крышка коромысла окрашена в серебристый цвет.
В 1994 году была представлена серия Ecotec с 16-клапанной головкой блока цилиндров и клапанным механизмом DOHC. Двигатель получил название X20XEV и стал развивать мощность 101 кВт (136 л. с.). В 1999 году была представлена версия X20XER.

### Coscast
20XE, разработанный компанией Cosworth, выпускался с 1987 года. Его диаметр цилиндра и ход поршня составляли 86 мм. Ремень газораспределительного механизма приводился в движение двумя верхними распредвалами. Двигатель имел низкий оптимальный удельный расход топлива — 232 г/кВт⋅ч, что эквивалентно максимальному КПД в 37%. Мощность была рассчитана на 157 л. с., а клапаны расположены под углом 46°. Версия с низким уровнем шума получила индекс C20XELN.
В 1988 году была представлена версия C20XE с катализатором и датчиком кислорода в выхлопе. Это было связано с новыми стандартами выбросов, которые вынудили производителей оснащать свои автомобили каталитическим нейтрализатором и лямбда-зондом — такое требование позволяло устанавливать систему управления двигателем Bosch Motronic 2.5. Мощность двигателя была снижена до 150 л. с. Vauxhall соблюдал новые нормы выбросов с 1988 года, хотя законодательство не вступало в силу до 1991 года. Автомобили, оснащённые двигателем C20XE и производившиеся до 1991 года, могли быть законно демонтированы с каталитического нейтрализатора и по-прежнему могли соответствовать правилам MOT.
Двигатель C20LET был представлен в 1992 году и устанавливался на Opel Vectra Turbo, Vauxhall Cavalier Turbo, Opel Calibra Turbo и Opel Astra 200t S в Южной Африке. Он похож на C20XE за исключением первичного добавления турбонаддува KKK-16, кованых поршней Mahle, блока управления двигателем Bosch Motronic 2.7 и кожуха из чёрного пластика с надписью «Turbo». Согласно немецкому институту по стандартизации, двигатель развивает номинальную мощность 150 кВт (201 л. с.) и крутящий момент 280 Н⋅м. Давление впрыска составляет 0,6 бар непрерывно при превышении 0,8 бар.
В некоторых версиях двигателя реализована переключаемая противобуксовочная система, обычно применявшаяся в ранних моделях Opel Astra GSi. На впускном коллекторе расположена вторичный дроссельный клапан, расположенный под корпусом первичной дроссельной заслонки. Он закрывается двигателем/рычагом в сборе, когда блок управления тягой обнаруживает потерю сцепления или пробуксовку колёс. Двигатель также оснащён шестиконтактным датчиком положения дроссельной заслонки (вместо трёхконтактного) и чёрным датчиком температуры охлаждающей жидкости (вместо светло-синего).
У двигателей, появившихся в начале 1990-х годов, литая металлическая крышка свечи зажигания была заменена на пластиковую. В двигателях ранних выпусков применялись ремни газораспределительного механизма с круглыми зубьями, а в двигателях поздних выпусков — с квадратными зубьями и пластиковым натяжителем. Также имеются незначительные различия между коленчатым валом и видимая разница в конструкции воздушной коробки SFi.
К окончанию производства C20XE оснащался новой системой управления двигателем, которая включала систему зажигания без распределителя, а именно Bosch Motronic 2.8. Последняя версия двигателя называлась C20LN (с низким уровнем шума) и имеет более прочный блок цилиндров.

#### Проблемы с пористостью
В 1991 году головка блока цилиндров Coscast была заменена на головку блока цилиндров GM производства Kolben-Schmidt. Одним из наиболее узнаваемых качеств головки Coscast является присущее ей отсутствие пористости; это было достигнуто путём закачки жидкого металла в форму, а не заливки его, следовательно, сведение к минимуму присутствия крошечных пузырьков воздуха, которые обычно образуются в процессе стандартного литья. Головку блока цилиндров Coscast можно идентифицировать по логотипу Coscast, который выбит под третьим выпускным отверстием, и выступу на головке блока цилиндров под распределителем.
Головка блока цилиндров GM была литейной и имела несколько иной дизайн масляно-водяного сепаратора. Эти изменения в конструкции потребовали, чтобы на обоих концах головки была запрессована пара сварных заглушек. В ситуациях, когда на автомобиль всё ещё устанавливался комплектный C20XE, наличие сварных заглушек (или их отсутствие) оказалось единственным способом отличить головки GM от головок Coscast. Усиленная версия головки GM стала доступна в более поздние годы выпуска C20XE; однако эти усиления означали, что впускные/выпускные коллекторы у него были меньше, чем у двух других.
Поскольку масло в двигателе циркулирует при гораздо более высоких давлениях, чем охлаждающая жидкость, масло в пористой головке имеет тенденцию постепенно просачиваться в каналы подачи охлаждающей жидкости. Типичным симптомом пористой головки обычно является вещество, похожее на «майонез», образующееся где-то внутри системы охлаждения (обычно его можно обнаружить на крышке бачка охлаждающей жидкости). Однако, в зависимости от степени пористости, симптомы пористой головки имеют тенденцию различаться. Многие операторы C20XE описывают этот симптом как осадок, похожий на карри, или, в более тяжёлых случаях, как густой коричневый осадок, который может заполнить всю систему охлаждения. В таких случаях моторное масло легко вступает в реакцию с серой, содержащейся в резиновых компонентах, что приводит к быстрому разрушению трубок и шлангов охлаждающей жидкости до отказа. Во время катастрофы с пористой головкой GM столкнулась с банкротством, поэтому дилеры не смогли отозвать пострадавшие модели. Отчасти из-за огромной известности и спроса двигателя многие предприятия в настоящее время специализируются на ремонте пористых головок GM C20XE/LET — либо путём герметизации повреждённого отверстия, либо путём впрыска вещества на основе полимера в пористую область. Сообщается, что у небольшого количества GM C20XE головки цилиндров когда-либо проявляли значительные признаки пористости.

#### Автоспорт
C20XE широко применялся в автоспорте. Типичное применение двигателя варьировалось от соревнований по подъёму на холм до гонок с «открытыми» колёсами. Несмотря на возраст, двигатель остаётся предпочтительной силовой установкой для многих команд Формулы-3 и получил признание на австралийской трассе F3, где Тим Макро, чемпион Австралии 2007 года, одержал победу за рулём автомобиля с двигателем Opel-Spiess. Атмосферный двигатель C20XE, разработанный компанией Spiess, способен развивать мощность 190 кВт (250 л. с.). Многие тюнеры вторичного рынка доработали C20XE для гоночных целей. C20XE использовался командами Chevrolet WTCC (чемпионат мира по автомобильному туризму) и Lada WTCC. Также двигатель применялся в кит-карах Westfield. Для энтузиастов двигатель являлся «излюбленным» благодаря своим надёжным дизайну, материалам и конструкции.
| Двигатель | Мощность                            | Крутящий момент         | Степень сжатия | Топливная система                  | Система управления двигателем                       | Применения                                                                                      |
| --------- | ----------------------------------- | ----------------------- | -------------- | ---------------------------------- | --------------------------------------------------- | ----------------------------------------------------------------------------------------------- |
| 20XE      | 115 кВт (156 л. с.)                 | 203 Н⋅м                 | 10.5:1         | Инжекторная система подачи топлива | Bosch Motronic 2.5 (без каталитического конвертера) | Opel Kadett Opel Vectra                                                                         |
| C20XE     | 110 кВт (150 л. с.) при 6000 об/мин | 196 Н⋅м при 4600 об/мин | 10.5:1         | Инжекторная система подачи топлива | - Bosch Motronic 2.5 - Bosch Motronic 2.8           | - 1989—1994 Opel Calibra - 1988—1992 Opel Kadett - 1988—1995 Opel Vectra - 1991—1996 Opel Astra |
| C20LET    | 150 кВт (204 л. с.) при 5600 об/мин | 280 Н⋅м при 2400 об/мин | 9.0:1          | Инжекторная система подачи топлива | Bosch Motronic 2.7                                  | - Opel Astra 200t S - Opel Calibra A Turbo - Opel Kadett 200t S - Opel Vectra A Turbo           |

### Модели под брендом Ecotec (совместно с Lotus)

#### 1.8
X18XE был разработан под брендом Ecotec. Все эти двигатели имеют диаметр цилиндра 81,6 мм и ход поршня 86 мм.

#### 2.0
X20XEV — первый двигатель Family II под брендом Ecotec. Являлся массовым преемником C20XE с головкой блока цилиндров, разработанной компанией Lotus Cars. Новая головка блока цилиндров имела меньший угол наклона клапанов по сравнению с C20XE, чтобы обеспечить больший крутящий момент на более низких оборотах. X20XEV является атмосферным двигателем объёмом 1998 см3 с 16 клапанами и двойным верхним распределительным валом с ременным приводом (DOHC). Диаметр цилиндра и ход поршня составляют 86 мм. X20XEV был оснащён системой рециркуляции отработавших газов (EGR) для снижения выбросов диоксида азота и реактором впрыска воздуха (AIR) для ускорения прогрева каталитического нейтрализатора и уменьшения количества несгоревших углеводородов и монооксида углерода. Двигатель развивает мощность 100 кВт (134 л. с.). Версия X20XER развивала мощность 118 кВт (158 л. с.) при 6500 об/мин и крутящий момент 188 Н⋅м при 4300 об/мин.
Z20LET — версия X20XEV с турбонаддувом, применявшаяся в Opel Astra G. Степень сжатия составляет 8,8:1, мощность — 147 кВт (197 л. с.), а крутящий момент — 264 Н⋅м. В 2005 году на Opel Astra H и Opel Zafira B устанавливалось три двигателя: Z20LEL, Z20LER и Z20LEH мощностью, соответственно, 125 кВт (168 л. с.), 147 кВт (197 л. с.) и 177 кВт (237 л. с.).
2,0-литровый 16-клапанный двигатель X20SED DOHC MPFi D-TEC выпускался компанией Holden и устанавливался на Daewoo Nubira.
L34, также известный как U20SED, является 2,0-литровым (1998 см3) двигателем, производившимся до 2009 года компанией Holden. Двигатель называется D-TEC или E-TEC II. Диаметр цилиндра и ход поршня составляют 86 мм. В Южной Америке и Европе двигатель развивает мощность 88 кВт (118 л. с.), в Канаде — 94 кВт (126 л. с.), а в США — 98 кВт (132 л. с.) при 5400 об/мин. Крутящий момент составляет 171 Н⋅м. Двигатель применялся в Daewoo Lacetti, Chevrolet Optra, Suzuki Reno и Suzuki Forenza.
В 2010 году двигатель был снят с производства. 
| Двигатель    | Мощность                                  | Крутящий момент         | Степень сжатия | Топливная система                  | Система управления двигателем | Применения |
| ------------ | ----------------------------------------- | ----------------------- | -------------- | ---------------------------------- | ----------------------------- | --- |
| X20XEV       | 100 кВт (134 л. с.)                       | 185 Н·м при 4000 об/мин | 10.8:1         |                                    | Siemens Simtec 56.1/56.5/70   | - 1994—2002 Opel Astra - 1995—1997 Opel Calibra - 1994—2003 Opel Omega - 1994—2002 Opel Vectra |
| X20XER       | 118 кВт (158 л. с.)                       | 188 Н·м при 4300 об/мин | 10.8:1         |                                    | Siemens Simtec 70             | - 1999—2001 Opel Astra OPC |
| Z20LET       | 147 кВт (197 л. с.)                       | 267 Н·м                 | 8.8:1          | Инжекторная система подачи топлива | Bosch Motronic ME1.5.5        | - 2001—2004 Vauxhall Astra Coupe Turbo - 2002 Vauxhall Astra SRi Turbo - 2003—2004 Vauxhall Astra GSi - Vauxhall Zafira GSi - Vauxhall VX220 Turbo - Opel Astra OPC - Opel Zafira OPC - Opel Speedster Turbo |
| Z20LEL       | 125 кВт (168 л. с.)                       | 262 Н·м                 | 8.8:1          | Инжекторная система подачи топлива | Bosch Motronic ME7.6          | - 2004—2010 Vauxhall Astra - 2004—2010 Vauxhall Zafira - 2004—2010 Opel Astra - 2004—2010 Opel Zafira |
| Z20LER       | 147 кВт (197 л. с.)                       | 262 Н·м                 | 8.8:1          | Инжекторная система подачи топлива | Bosch Motronic ME7.6          | - 2004—2010 Vauxhall Astra SRi Turbo - 2004—2010 Vauxhall Zafira SRi Turbo - 2004—2010 Opel Astra - 2004—2010 Opel Zafira - Lotus Europa S                                                                   |
| Z20LEH       | 177 кВт (237 л. с.)                       | 320 Н·м                 | 8.8:1          | Инжекторная система подачи топлива | Bosch Motronic ME7.6          | - Vauxhall Astra VXR - Vauxhall Zafira VXR - Opel Astra OPC - Opel Zafira OPC |
| X20SED       |                                           |                         |                | Инжекторная система подачи топлива |                               | - 1998—2005 Daewoo Nubira 1997—2007 Daewoo Leganza |
| U20SED (L34) | 89—98 кВт (119—132 л. с.) при 5400 об/мин | 171 Н·м                 |                |                                    |                               | - 1998—2000 Buick Century (Китай) - 1999—2008 Buick Regal (Китай) - 2006—2009 Chevrolet Epica (Китай) - Daewoo Magnus - Suzuki Forenza - Suzuki Reno                                                         |

#### 2.2
2,2-литровый двигатель, разработанный компанией Holden, впервые был представлен в 1995 году. Он применялся в грузовых автомобилях и внедорожниках Isuzu на европейском и австралийском рынках, а позже начал устанавливаться на Isuzu Rodeo и Daewoo Leganza. X22XE также применялся в Opel/Vauxhall Sintra (1996—1999). Технические характеристики:
- Диаметр цилиндра: 86,0 мм
- Ход поршня: 94,6 мм
- Объём: 2198 см3

X22XE
- Мощность: 100 кВт (136 л. с.) при 5200 об/мин, 104 кВт (141 л. с.) при 5400 об /мин (Sintra)
- Крутящий момент: 202 Н⋅м при 2600 об/мин
- Степень сжатия: 10,5:1
- Система управления двигателем: Bosch Motronic M 1.5.4
- Требуемое октановое число: 91/95/98, с контролем детонации
- Управление: ремень ГРМ
- Выхлопная система: AGR, регулируемая каталитическая
- Свойства: балансировочные валы

Y22XE (применялся в Omega, 1999—2003)
- Мощность: 107 кВт (145 л. с.) при 5400 об/мин
- Крутящий момент: 205 Н⋅м при 4000 об/мин
- Степень сжатия: 10,5:1
- Система управления двигателем: Siemens Simtec 71
- Требуемое октановое число: 91/95/98, с контролем детонации
- Управление: ремень ГРМ
- Выхлопная система: AGR, регулируемая каталитическая
- Свойства: балансирные валы, электронная дроссельная заслонка, круиз-контроль

Z22XE (применялся в Omega, 1999—2003)
- Технические характеристики такие же, как у Y22XE, но двигатель соответствует нормам по выбросам Euro IV.

Применения:
- Isuzu Faster
- Isuzu MU/Isuzu Amigo (1995—2004)
- Opel/Vauxhall Frontera (1998—2004)
- Honda Passport (1998—2002)
- Opel Omega
- Opel Blazer (индонезийский рынок)

#### 2.4
X24SFD — 2,4-литровый (2405 см3) 16-клапанный двигатель SFI с клапанным механизмом DOHC. Он применялся в Chevrolet Astra и Chevrolet Vectra. Мощность и крутящий момент:
- 150 л. с. при 5200 об/мин
- 228 Н·м при 4000 об/мин

Z24XE — 2,4-литровый (2405 см3) 16-клапанный двигатель с клапанным механизмом DOHC, выпускавшийся до 2009 года компанией Holden. Он применялся в Chevrolet Captiva и Opel Antara (2006—2010). В 2006 году Chevrolet Vectra также оснащался 2,4-литровым двигателем FlexPower. Мощность и крутящий момент:
- 100—103 кВт (136—140 л. с.) при 5200 об/мин
- 220 Н⋅м при 2200 об/мин